# دافيد سافرينو
دافيد سافرينو (بالإيطالية: Davide Saverino)‏ (20 يناير 1977 بميلانو في إيطاليا - ) هو لاعب كرة قدم إيطالي في مركز الوسط. لعب مع نادي أسكولي ونادي تريفيزو ونادي ريجيانا 1919 ونادي سبيزيا ونادي فاريسي ونادي فينيزيا ونادي كريمونيسي ونادي ليفورنو ونادي كييتي كالسيو الرياضي وASD Sanvitese ‏ وSS Verbania Calcio ‏.